# École nationale supérieure d'informatique pour l'industrie et l'entreprise
La École nationale supérieure d'informatique pour l'industrie et l'entreprise è un'università francese, grande école d'Ingegneria istituita nel 1968, situata a Évry nel campus dell'Università di Évry-Val d'Essonne.

## Didattica
Si possono raggiungere i seguenti diplomi: 
- ingénieur ENSIIE (ENSIIE Graduate ingegnere Master)
- laurea magistrale, master ricerca.

## Centri di ricerca
La ricerca alla ENSIIE è organizzata attorno a 4 poli tematici
- Matematica e modellazione
- Architetture, modellazione, convalida, amministrazione di rete
- Biologia Computazionale e Sistemi Complessi
- Ingegneria, Informatica e Imaging